# Космос-2349
Космос-2349 је један од преко 2400 совјетских вјештачких сателита лансираних у оквиру програма Космос.
Космос-2349 је лансиран са космодрома Тјуратам, Бајконур, Казахстан, 17. фебруара 1998. Ракета-носач Сојуз је поставила сателит у орбиту око планете Земље. 